# راضیه برومند
راضیه‌سادات برومند یزدی معروف به راضیه برومند گوینده، بازیگر تلویزیون و تئاتر، نویسنده و عروسک‌گردان ایرانی است.
وی خواهر مرضیه برومند، کارگردان، بازیگر و عروسک گردان و احترام برومند مجری و بازیگر ایرانی است. او همسر بهرام شاه‌محمدلو بازیگر تئاتر و تلویزیون است.

## کارنامه هنری
| سال                          | نام                    | کارگردان        | توضیحات                |
| ---------------------------- | ---------------------- | --------------- | ---------------------- |
|                              | مجموعهٔ تلویزیونی خاطره | بهرام شاه‌محمدلو | گروه کودک شبکه یک سیما |
| نمایش کدوزری                 | محمد اعلمی             | تئاتر عروسکی    |                        |
| مجموعهٔ بیایید فارسی بیاموزیم | بهرام شاه‌محمدلو        | شبکه سحر        |                        |

### سینما
| سال  | نام          | سمت          | کارگردان        |
| ---- | ------------ | ------------ | --------------- |
| ۱۳۸۷ | شیرین        | راضیه برومند | عباس کیارستمی   |
| ۱۳۸۳ | دربه‌درها     | بازیگر       | امیرحسین صدیق   |
| ۱۳۷۰ | مرغ و همسایه | صداپیشه      | عباس احمدی مطلق |

### تلویزیون
| سال       | نام                       | سمت     | کارگردان                    | توضیحات                                |
| --------- | ------------------------- | ------- | --------------------------- | -------------------------------------- |
| ۱۳۹۱      | آب‌پریا                    | نویسنده | مرضیه برومند                | در نوروز ۱۳۹۲ از شبکه ۲ پخش شد.        |
| ۱۳۸۸      | دفترخانه شماره ۱۳         | نویسنده | سید وحید حسینی              | شبکه ۱ سیما                            |
| ۱۳۸۸      | ماه عسل                   | بازیگر  | شاهد احمدلو                 | شبکه ۲                                 |
| ۱۳۸۷      | همهٔ بچه‌های من             | نویسنده | مرضیه برومند                | شبکه ۱                                 |
| ۱۳۸۷      | تله‌فیلم «بازی»            | بازیگر  | سروش صحت                    |                                        |
| ۱۳۸۵      | کتاب‌فروشی هدهد            | بازیگر  | مرضیه برومند                | در نقش «عمه‌خانم»                       |
| ۱۳۸۲–۱۳۸۳ | خانهٔ آبی                  | نویسنده | بهرام شاه‌محمدلو             | از برنامه کودک و نوجوان شبکه ۱ پخش شد. |
| ۱۳۷۵–۱۳۷۶ | تهران ۱۱–۵۹۵ ج ۴۸         | بازیگر  | مرضیه برومند                | بازی در اپیزود «یک قرار مهم»           |
| ۱۳۷۵      | قصه‌های تابه‌تا             | نویسنده | مرضیه برومند                |                                        |
| ۱۳۷۵      | زیر گنبد کبود (سری دوم)   | نویسنده | بهرام شاه‌محمدلو ایرج طهماسب |                                        |
| ۱۳۶۹      | آرایشگاه زیبا             | بازیگر  | مرضیه برومند                |                                        |
| ۱۳۶۸      | زیر گنبد کبود (سری اول)   | نویسنده | بهرام شاه‌محمدلو ایرج طهماسب |                                        |
| ۱۳۶۵–۱۳۶۷ | راویان اخبار              | بازیگر  | گروه کارگردانان             |                                        |
| ۱۳۶۶      | خونه مادربزرگه            | صداپیشه | مرضیه برومند                | گویندگی به‌جای «مراد» / شبکه ۲          |
| ۱۳۶۵–۱۳۶۶ | گرگ‌ها                     | بازیگر  | داوود میرباقری              |                                        |
| ۱۳۶۴      | اندر لطائف روزگار         | بازیگر  | منصور کوشان                 | شبکه ۱                                 |
| ۱۳۶۴      | حکایت مسافر گمنام         | بازیگر  | داوود میرباقری              |                                        |
| ۱۳۶۲      | یک و دو، همه با هم        | بازیگر  | مرضیه برومند                | برنامه کودک و نوجوان شبکه ۱            |
| ۱۳۶۰      | مدرسه موش‌ها               | صداپیشه | مرضیه برومند                | گویندگی به‌جای «دم دراز»                |
| ۱۳۵۷      | گلباران                   | بازیگر  | رضا بابک                    | برای برنامه کودک و نوجوان              |
| ۱۳۵۶      | تله‌تئاتر «باران، باران»   | بازیگر  | بهرام شاه‌محمدلو             | برای برنامه کودک و نوجوان              |
| ۱۳۵۵      | تله‌تئاتر «خرس و کوزه عسل» | بازیگر  | بهرام شاه‌محمدلو             | برای برنامه کودک و نوجوان              |